# Ludwig Edenhofer

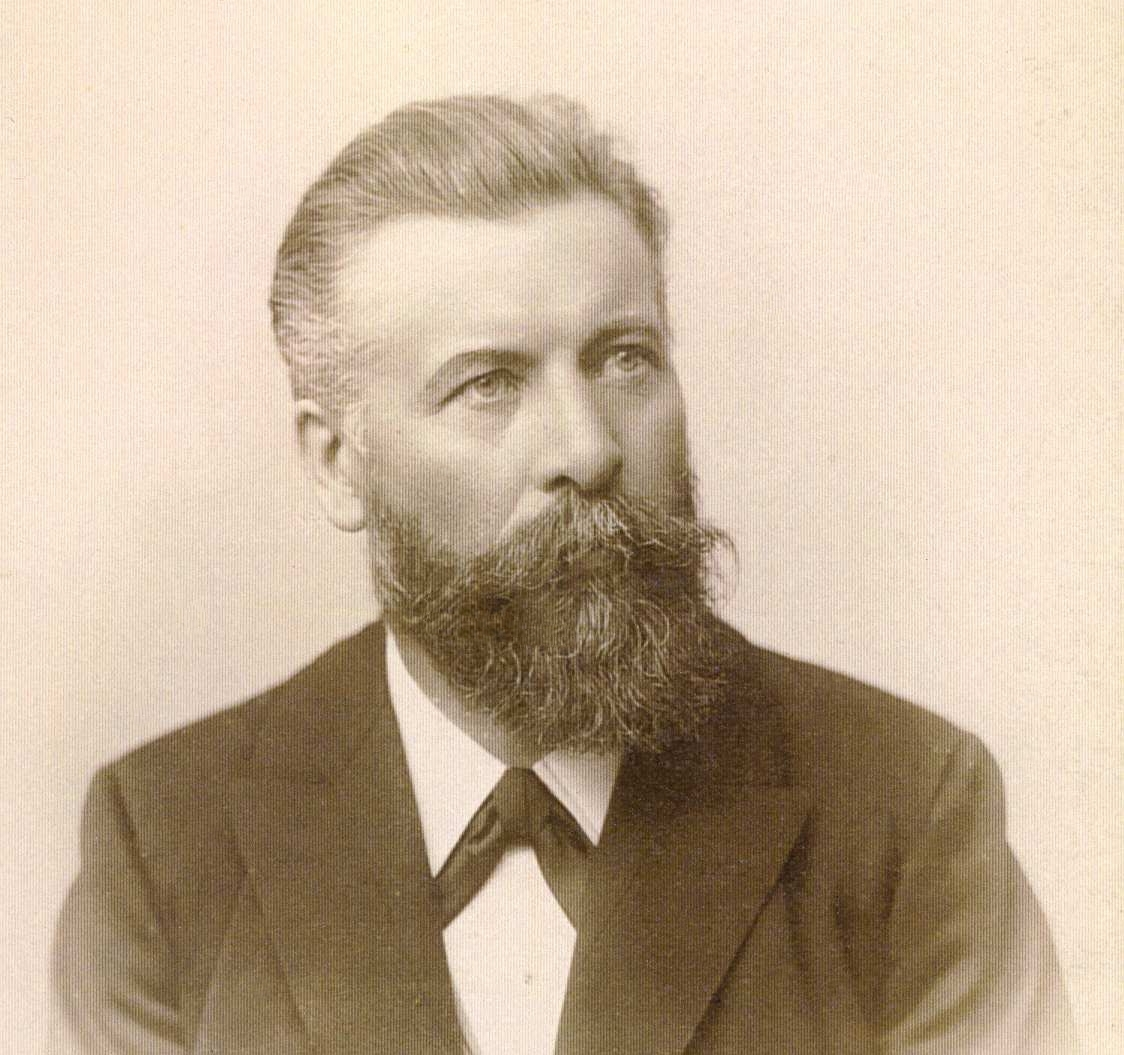
Ludwig Edenhofer (um 1850)

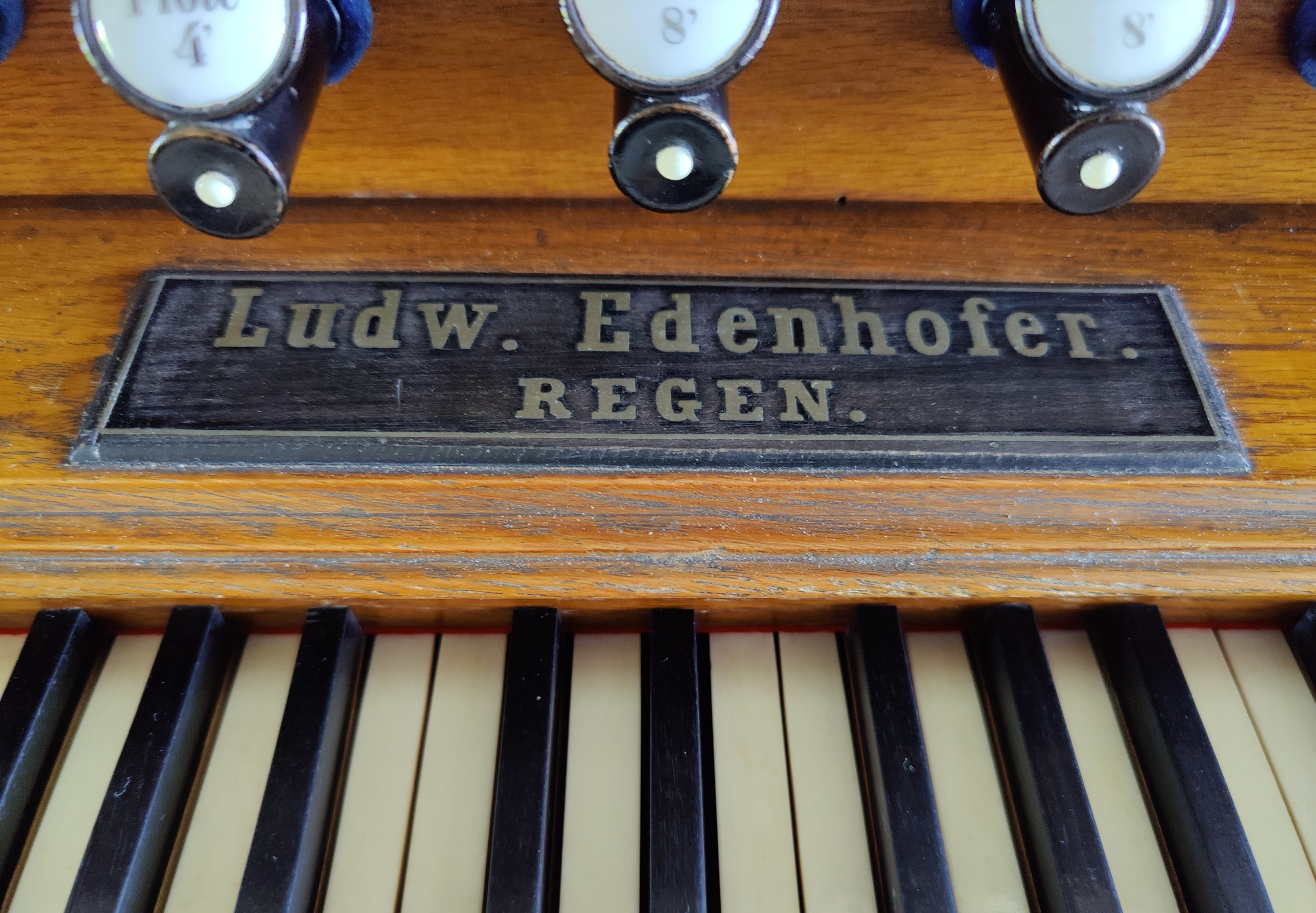
Firmenschild in Altenstadt an der Waldnaab

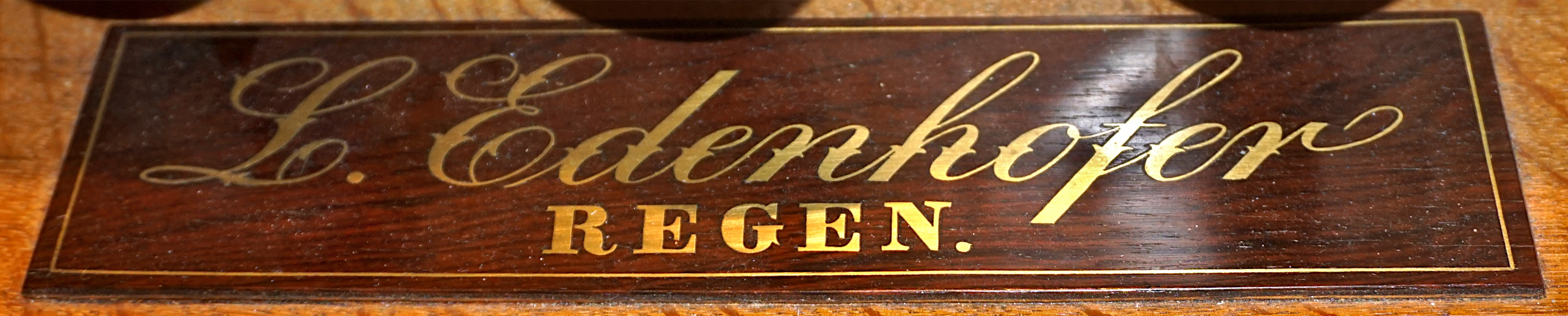
Schild an der Orgel in Pfaffenberg-Westen

Carl Ludwig Edenhofer (* 3. September 1828 in Regen; † 24. August 1895 ebenda) war ein deutscher Orgelbauer.

## Leben
Ludwig Edenhofer wurde am 3. September 1828 als Sohn des Krämers Josef Edenhofer in Regen, Haus Nr. 139, geboren und noch am gleichen Tag auf den Namen Carl Ludwig getauft. Er absolvierte bei Franz Zimmermann in München und Franz Ullmann in Wien eine Orgelbauerlehre. 1844 machte er die Meisterprüfung und eröffnete 1852 sein eigenes Geschäft in Regen, im Haus 253 in der Zwieseler Straße. Das Gebäude wurde bei einem Brand 1938 zerstört. Im Jahr 1885 schenkte Edenhofer dem Reichskanzler Otto von Bismarck, „dem Tonangeber im europäischen Konzert“, eine Stimmpfeife zum Geburtstag. 1893 wurde die Firma geteilt und der Hauptbetrieb in eine stillgelegte Zündholzfabrik bei Deggendorf verlegt. Diesen Betrieb führte Ludwig Edenhofer junior weiter. Am 24. August 1895 starb Ludwig Edenhofer (senior) in Regen. Die dortige Firma wurde danach von seinem zweiten Sohn, Josef Edenhofer, weitergeführt und nach dessen Tod im Alter von 28 Jahren im Jahr 1897 stillgelegt.

## Bedeutung
Durch seine solide Bauweise und eine hohe Preiswürdigkeit gelang es Ludwig Edenhofer, sich gegen die Konkurrenz anderer namhafter Orgelbaufirmen wie Steinmeyer aus Oettingen oder Maerz aus München zu behaupten. Zudem war er wendiger als seine Konkurrenten in der Anpassung an die örtlichen Gegebenheiten und in unterschiedlich geforderten liturgischen Aufgaben. Zunächst baute er Orgeln ausschließlich mit Schleiflade, ab 1880 mit der damals modernen mechanischen Kegellade. Er erbaute ca. 210 Orgeln, meist kleinere Instrumente, und lieferte einige auch nach Russland. Heute existieren noch zahlreiche, gut funktionierende Instrumente und einige Umbauten von Orgeln aus dem 18. Jahrhundert.

## Werkliste (Auswahl)
| Jahr    | Ort                        | Gebäude                            | Bild | Manuale | Register | Bemerkungen |
| ------- | -------------------------- | ---------------------------------- | ---- | ------- | -------- | --- |
| 1854    | Achslach                   | Pfarrkirche St. Jakobus            |      | II/P    | 12       | einzige Edenhoferorgel mit Physharmonika, nahezu original erhalten, 2012 von Firma Jann restauriert → Orgel → Orgel                |
| 1855    | Unterrohrbach              |                                    |      | I/P     | 6        | |
| 1858    | Lam                        | Maria Hilf                         |      | I/P     | 5        | |
| 1863    | Reisbach                   | Pfarrkirche St. Michael            |      | II/P    | 13       | nicht erhalten, seit 1967 Orgel von Ludwig Eisenbarth                                                                              |
| 1865    | Pfelling                   | St. Margaretha                     |      | I/P     | 7        | 1979 neues Werk von Günter Ismayr. → Orgel                                                                                         |
| 1866    | Winklsaß                   | St. Peter und Paul                 |      | I/P     | 7        | mechanische Schleiflade, erhalten → Orgel                                                                                          |
| 1866    | Walchsing                  | St. Michael                        |      | I/P     | 8        | nicht erhalten |
| 1867    | Hohenthann-Heiligenbrunn   | Wallfahrtskirche Mariä Heimsuchung |      |         |          | nicht erhalten |
| 1870    | Allkofen                   |                                    |      | I/P     | 7        | |
| 1873    | Regen                      |                                    |      |         |          | |
| 1873    | Seebach                    | St. Stephan                        |      | I/P     | 12       | nicht erhalten; 1991 Neubau Stöberl (II/15)                                                                                        |
|         | Pettenreuth                | Mariä Himmelfahrt                  |      | I/P     | 10       | Schleiflade; erhalten, Gebläseanlage verändert                                                                                     |
| 1875    | Marklkofen                 | Mariä Himmelfahrt                  |      | I/Pa    | 12       | |
| 1878    | Hofendorf                  | St. Andreas                        |      | I/P     | 7        | erhalten |
| um 1880 | Unkofen                    | St. Nikolaus                       |      | I/P     | 7        | erhalten |
| 1881    | Westen-Niederlindhart      | Pfarrkirche Mariä Opferung         |      | I/P     | 10       | erhalten, durch Fa. Jann restauriert                                                                                               |
| 1881    | Perkam                     | Mariä Himmelfahrt                  |      |         |          | |
| 1884    | Mühlbach                   | Maria Heimsuchung                  |      | I/P     | 6        | erhalten, durch Fa. Jann restauriert                                                                                               |
| 1884    | Unholzing                  | St. Quirin                         |      | I/P     | 6        | → Orgel |
| 1885    | Reisbach-Failnbach         | St. Georg                          |      | I/P     | 6        | erhalten, durch Fa. Jann restauriert                                                                                               |
| 1887    | Regen                      | Pfarrkirche St. Michael            |      | II/P    | 16       | |
| 1887    | Regensburg−Sallern         | Mariä Himmelfahrt                  |      | I/P     | 10       | Kegellade; Ursprungsorgel 1982 durch Guido Nenninger als Brüstungsorgel umgebaut, um Rückpositiv und Auxilaires erweitert. → Orgel |
| 1887    | Tegernheim                 | Mariä Verkündigung                 |      | I/P     | 8        | nicht erhalten → Orgel |
| 1888    | Altenstadt an der Waldnaab | Mariä Himmelfahrt                  |      | I/P     | 10       | erhalten → Orgel |
| 1889    | Altenbuch                  | St. Rupert                         |      | II/P    | 14       | erhalten → Orgel |
| 1890    | Sulzbach                   |                                    |      | I/P     | 10       | |
| 1890    | Poikam                     | St. Martin                         |      | I/P     | 6        | erhalten |
| 1892    | Götzdorf                   | Mariä Himmelfahrt                  |      | I/P     | 5        | → |
| 1893    | Schönau bei Eggenfelden    | St. Stephanus                      |      | I/P     | 8        | |
| 1893    | Pettendorf-Adlersberg      | Kirche unserer Lieben Frau         |      | I/P     | 6        | erhalten; eingelagert vor Neubau 2004 durch Schädler, 2010 transferiert nach Tschechien                                            |